# Maksymilian Myszkowski
Maksymilian Myszkowski (ur. 30 grudnia 1909 w Lwówku, zm. 29 listopada 1980 w Poznaniu) – polski artysta fotograf, uhonorowany tytułem Honoraire Excellance FIAP (HonEFIAP). Członek Związku Polskich Artystów Fotografików. Członek honorowy Inowrocławskiego Towarzystwa Fotograficznego.

## Życiorys
Maksymilian Myszkowski związany z wielkopolskim środowiskiem fotograficznym, przez wiele lat mieszkał i pracował w Poznaniu. W 1921 roku został uczniem gimnazjum matematyczno-przyrodniczego im. Bergera w Poznaniu, którego nie ukończył z powodu śmierci ojca i konieczności podjęcia pracy zarobkowej. Fotografował od 1927 roku – wówczas ukończył naukę rzemiosła w zakładzie fotograficznym J. Stolskiego w Poznaniu, co umożliwiło mu podjęcie pracy w charakterze fotografa zawodowego (1928–1931). Od 1939 roku pracował jako kierownik laboratorium w sklepie fotograficznym Foto-Greger. W czasie późniejszym (po 1945 roku) pracował we własnym zakładzie fotograficznym, przy ówczesnej ulicy Dzierżyńskiego 3 (obecnie ulicy Półwiejskiej) w Poznaniu.
W 1945 roku został członkiem Stowarzyszenia Miłośników Fotografii w Poznaniu. W 1946 roku został członkiem honorowym Inowrocławskiego Towarzystwa Fotograficznego. Miejsce szczególne w jego twórczości zajmowała fotografia abstrakcyjna, fotografia portretowa, fotografia krajobrazowa, krajoznawcza, fotografia dokumentalna, fotografia architektury – w dużej części Poznania i okolicy oraz fotografia aktu. W 1950 roku, za poręczeniem Fortunaty i Zygmunta Obrąpalskich – został przyjęty w poczet członków rzeczywistych Okręgu Wielkopolskiego Związku Polskich Artystów Fotografików.
Maksymilian Myszkowski był autorem i współautorem wielu wystaw fotograficznych; indywidualnych i zbiorowych; krajowych i międzynarodowych; w Polsce i za granicą. Brał aktywny udział w Międzynarodowych Salonach Fotograficznych, organizowanych m.in. pod patronatem FIAP, zdobywając wiele akceptacji, nagród, wyróżnień, dyplomów, listów gratulacyjnych. Pokłosiem udziału w Międzynarodowych Salonach Fotograficznych (pod patronatem FIAP) było przyznanie Maksymilianowi Myszkowskiemu tytułu Honoraire Excellance FIAP (HonEFIAP) przez Międzynarodową Federację Sztuki Fotograficznej FIAP, obecnie z siedzibą w Luksemburgu. W 1978 roku został uhonorowany Dyplomem Uznania Cechu Rzemiosł Różnych za długoletnią działalność artystyczną, zawodową i społeczną.
Prace Maksymiliana Myszkowskiego znajdują się w zbiorach Muzeum Historii Miasta Poznania, oddziału Muzeum Narodowego w Poznaniu.
W 2005 roku utworzono Fundację im. Maksymiliana Myszkowskiego w Poznaniu, której celem jest (między innymi) kultywowanie pamięci o artyście.

## Odznaczenia
- Srebrna odznaka Mistrza Izby Rzemieślniczej (1971)
- Odznaka Honorowa Miasta Poznania (1977)
- Złoty Krzyż Zasługi (1977)

Źródło